# キヤノンFLマウントレンズの一覧
キヤノンFLマウントレンズの一覧は、キヤノンFLマウントのレンズ製品の一覧である。

## 一覧
- キヤノンFL19mmF3.5（1964年8月発売） - 7群9枚。最短撮影距離0.5m。アタッチメントはφ58mmねじ込み。ミラーアップして使用する。
- キヤノンFL19mmF3.5R（1965年11月発売） - 逆望遠型の9群11枚。最短撮影距離0.5m。フィルターはシリーズIXを使用する。
- キヤノンFL28mmF3.5（1966年12月発売） - 7群7枚。最短撮影距離0.4m。アタッチメントはφ58mmねじ込み。
- キヤノンFL35mmF2.5（1964年3月発売） - 5群7枚。最短撮影距離0.4m。アタッチメントはφ58mmねじ込み。
- キヤノンFL35mmF3.5（1968年5月発売） - 6群6枚。最短撮影距離0.4m。アタッチメントはφ48mmねじ込み。
- キヤノンFLP38mmF2.8（1965年5月発売） - 3群4枚。最短撮影距離0.8m。アタッチメントはφ48mmねじ込み。キヤノンペリックスとペリックスQL専用レンズ。他のキヤノンFLマウントカメラにはレンズ後玉がミラーと干渉するため、装着不可。
- キヤノンFL50mmF1.4（1965年4月発売） - 4群6枚。最短撮影距離0.6m。アタッチメントはφ58mmねじ込み。
- キヤノンFL50mmF1.4（1966年9月発売） - 5群6枚。最短撮影距離0.6m。アタッチメントはφ58mmねじ込み。
- キヤノンFL50mmF1.4（1968年5月発売） - 新種ガラス4枚を含む6群7枚。最短撮影距離0.6m。アタッチメントはφ58mmねじ込み。
- キヤノンFL50mmF1.8（1964年3月発売） - 4群6枚。最短撮影距離0.6m。アタッチメントはφ48mmねじ込み。
- キヤノンFL50mmF1.8（1968年3月発売） - 4群6枚。最短撮影距離0.6m。アタッチメントはφ48mmねじ込み。
- キヤノンFLM50mmF3.5（1965年6月発売） - 4群6枚。最短撮影距離0.234m。アタッチメントはφ58mmねじ込み。

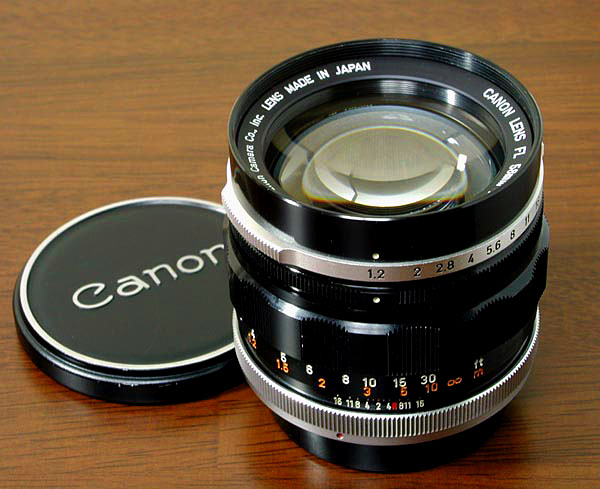
58mmF1.2

- キヤノンFL55mmF1.2（1968年7月発売） - 新種ガラス4枚を含む5群7枚。最短撮影距離0.6m。アタッチメントはφ58mmねじ込み。キヤノンFL58mmF1.2の後継品。

- キヤノンFL58mmF1.2（1964年3月発売） - 5群7枚。最短撮影距離0.6m。アタッチメントはφ58mmねじ込み。
- キヤノンFL58mmF1.2（1966年3月発売） - 5群7枚。最短撮影距離0.6m。アタッチメントはφ58mmねじ込み。
- キヤノンFL85mmF1.8（1964年9月発売） - 4群5枚。最短撮影距離1m。アタッチメントはφ58mmねじ込み。
- キヤノンFL100mmF3.5（1964年10月発売） - 4群5枚。最短撮影距離1m。アタッチメントはφ48mmねじ込み。
- キヤノンFLM100mmF4（1969年9月発売） - 3群5枚。アタッチメントはφ48mmねじ込み。ベローズ用レンズ。
- キヤノンFL135mmF2.5（1965年5月発売） - 4群6枚。最短撮影距離1.5m。アタッチメントはφ58mmねじ込み。
- キヤノンFL135mmF3.5（1966年9月発売） - 3群4枚。最短撮影距離1.5m。アタッチメントはφ48mmねじ込み。
- キヤノンFL200mmF3.5（1964年3月発売） - 5群7枚。最短撮影距離2.5m。アタッチメントはφ58mmねじ込み。
- キヤノンFL200mmF3.5（1966年5月発売） - 5群7枚。最短撮影距離2.5m。アタッチメントはφ58mmねじ込み。
- キヤノンFL200mmF4.5（1966年9月発売） - 4群5枚。最短撮影距離2.5m。アタッチメントはφ48mmねじ込み。
- キヤノンFL300mmF2.8S.S.C.フローライト（1974年2月発売） - 蛍石レンズを含む5群6枚。最短撮影距離3.5m。
- キヤノンFL-F300mmF5.6（1969年3月発売） - 蛍石レンズ2枚を含む6群7枚。最短撮影距離3.5m。アタッチメントはφ58mmねじ込み。キヤノンでは初めて人工蛍石を使用したレンズ。キヤノンカメラミュージアムには「写真用レンズとして世界で初めて色収差補正に蛍石レンズを2枚使用した高性能望遠レンズ」という記載があるが、1965年には旭光学（現リコーイメージング）がウルトラアクロマチックタクマー85mmF4.5を発売しており、明らかな誤りである。
- キヤノンFL400mmF5.6（1971年9月発売） - 4群5枚。最短撮影距離4.5m。アタッチメントはφ48mmねじ込み。
- キヤノンFL-F500mmF5.6（1969年6月発売） - 蛍石レンズを含む5群6枚。最短撮影距離10m。アタッチメントはφ95mmねじ込み。
- キヤノンFL600mmF5.6（1971年9月発売） - 5群6枚。最短撮影距離10m。アタッチメントはφ48mmねじ込み。
- キヤノンFL800mmF8（1971年9月発売） - 5群7枚。最短撮影距離18m。アタッチメントはφ48mmねじ込み。
- キヤノンFL1200mmF11（1972年6月発売） - 5群7枚。最短撮影距離40m。アタッチメントはφ48mmねじ込み。
- キヤノンFL55-135mmF3.5（1964年3月発売） - 10群13枚。最短撮影距離2m。アタッチメントはφ58mmねじ込み。
- キヤノンFL85-300mmF5（1965年4月発売） - 9群15枚。最短撮影距離4m。アタッチメントはφ72mmねじ込み。
- キヤノンFL100-200mmF5.6（1966年12月発売） - 5群8枚。最短撮影距離2.5m。アタッチメントはφ55mmねじ込み。